# Leanne Harrison
Leanne Harrison-Austin (10 aprile 1958) è un'ex tennista australiana.

## Carriera
In carriera è riuscita a raggiungere la finale di doppio agli Australian Open nel 1979, in coppia con l'olandese Marcella Mesker.